# Supercoppa europea (pallavolo femminile)
La Supercoppa europea è stato un torneo organizzato dalla CEV, disputato con cadenza annuale dal 1993 e soppresso nel 1996.

## Storia
Il torneo si è disputato solamente in due edizioni: nella prima edizione il titolo è stato assegnato in un'unica partita, che vede contrapposta la squadra vincitrice della Coppa dei Campioni a quella vincitrice della Coppa delle Coppe, mentre nella seconda edizione è stato allargato anche alla vincitrice della Coppa CEV e alla squadra organizzatrice, che si affrontano in un torneo ad eliminazione diretta, con semifinali e finale.

## Albo d'oro
| 1993 Dettagli | Berlino | Matera | 3 - 0         | CJD Berlin    |               |               |
| 1994-95       | -       |        | Non disputata | Non disputata | Non disputata | Non disputata |
| 1996 Dettagli | Münster | Modena | 3 - 2         | Münster       |               |               |

## Medagliere per squadre
| Pos. | Squadra    | 1º posto | 2º posto | Totale |
| ---- | ---------- | -------- | -------- | ------ |
| 1    | Matera     | 1        | 0        | 1      |
| 1    | Modena     | 1        | 0        | 1      |
| 3    | CJD Berlin | 0        | 1        | 1      |
| 3    | Münster    | 0        | 1        | 1      |

## Medagliere per nazioni
| Pos. | Nazione  | 1º posto | 2º posto | Totale |
| ---- | -------- | -------- | -------- | ------ |
| 1    | Italia   | 2        | 0        | 2      |
| 2    | Germania | 0        | 2        | 2      |